# Rhea Ripley
Demi Bennett, besser bekannt unter ihrem Ringnamen Rhea Ripley, (* 11. Oktober 1996 in Adelaide) ist eine australische Wrestlerin. Sie steht seit 2017 bei World Wrestling Entertainment (WWE) unter Vertrag. Ihre größten Erfolge sind der Erhalt der WWE Women’s Championship und der Women’s World Championship. Bereits mit 26 Jahren vollendete sie den WWE Grand Slam. 2023 gewann sie den Royal Rumble. Sie war Mitglied des Stables The Judgment Day.
Bevor Bennett der WWE beitrat, kämpfte sie als Demi Bennet und Demiti Bennett bei der Professional Wrestling Alliance (PWA) und der Riot City Wrestling (RCW) in Australien, sowie bei Pro Wrestling ZERO1 (ZERO1) und Reina Joshi Puroresu in Japan.

## Wrestlingkarriere

### Unabhängige Ligen (2013–2017)
Im Jahre 2013 wechselte Bennett für mehrere Jahre in die RCW. Sie wurde dort zwei Mal zur RCW Women’s Champion ernannt. Am 24. Mai 2014 hatte sie ihr Debüt bei der New Horizon Pro Wrestling (NHPW), als sie am Global Conflict Tournament teilnahm. Jedoch wurde sie bereits in der ersten Runde von Mercedes Martinez eliminiert. In der zweiten Nacht kehrte sie als Teilnehmerin an einem Four Way Mixed Tag Team Match mit Garry Schmidt (Gorgeous Garry) an ihrer Seite zurück. Sechs Monate später kam sie zur NHPW zurück, um am Final Chapter teilzunehmen, wo sie in einem Four Way Match gegen Alexandra Ford (Madison Eagles), Cheree Crowley (Evie) und Julia Hammer-Bevis (Saraya Knight) um die vakante IndyGurlz Australia Championship unterlag.
Bennett gab während der MCW New Horizons am 14. Juni 2014 ihr Debüt bei der Melbourne City Wrestling, wo sie in einem Three Way Match ihre RCW Women’s Championship erfolgreich gegen Savannah Summers und Toni Rossall (Toni Storm) verteidigen konnte. Am 9. August konnte sie sie bei MCW Clash Of The Titans erneut verteidigen, dieses Mal gegen Miami. Mit einem Sieg gegen Savannah Summers bei MCW Fight For A Cause konnte sie ihre Siegesserie fortsetzen.
Ihr letztes RCW-Match fand am 22. April 2017 bei RCW Strength statt, wo sie erfolgreich als Siegerin aus dem Titelmatch gegen Kellyanne Salter hervorgehen konnte.

### World Wrestling Entertainment

#### Mae Young Classic(2017–2018)
Bennett schloss im Jahre 2017 einen Vertrag mit der World Wrestling Entertainment ab. Sie sollte an der ersten Mae Young Classic unter dem neuen Ringnamen Rhea Ripley teilnehmen. In der ersten Runde gewann sie gegen Miranda Ilissa (Miranda Salinas), unterlag aber in der zweiten Runde gegen Dakota Kai, die bis Mitte 2017 noch unter dem Ringnamen Evie auftrat.
Rhea Ripley hatte ihr NXT-Debüt bei NXT TakeOver: WarGames am 25. Oktober 2017, als sie an einer Battle Royal um die Qualifikation zur vakanten NXT Women’s Championship teilnahm, die Nicola Glencross (Nikki Cross) für sich entscheiden konnte.
In einem neuen Look startete Ripley in die zweite Mae Young Classic 2018 und kam bis ins Halbfinale. Auf dem Weg besiegte sie Monique Jacqueline Williams-Jenkins (MJ Jenkins), Kacy Catanzaro und Steffanie Rhiannon Newell (Tegan Nox). Im Halbfinale unterlag sie jedoch Odate Masami (Io Shirai). Während des Turniers legte Ripley eine neue Haltung an den Tag: sie lehnte es ab, vor dem Match die Hand der Gegnerin zu schütteln, trat aggressiver und unbarmherziger als im Vorjahr auf und wurde dadurch immer unbeliebter.

#### Erste NXT UK Women’s Championesse (2018–2019)
Kurz nach der Mae Young Classic 2018 wurde Rhea Ripley für die neue Show NXT UK in den NXT UK-Kader aufgenommen. Während der Fernsehaufnahmen im August, die erst im November ausgestrahlt wurden, nahm sie an einem Acht-Frauen-Turnier um die neue NXT UK Women’s Championship teil. Sie gewann in der ersten Runde gegen Xia Brookside, im Halbfinale gegen Dakota Kai und konnte auch das Finale gegen Toni Storm für sich entscheiden. Damit hielt sie als erste Frau den Titel der NXT UK Women’s Championess und zudem als erste Australierin einen Women’s Championtitel der WWE.
Im Oktober 2018 konnte Ripley ihren Titel in einem Dark Match erfolgreich gegen Dakota Kai verteidigen. Es wurde einen Monat später während des ersten Pay-per-View nur für Frauen, WWE Evolution, ausgestrahlt. In weiteren Titelmatches gewann sie gegen Courtney Stewart (Isla Dawn) und Deonna Purrazzo.
Nach 139 Tagen Regentschaft verlor Ripley ihren Titel bei NXT UK TakeOver: Blackpool gegen Toni Storm. Beim WWE Royal Rumble 2019 debütierte sie im Hauptkader und nahm am Royal Rumble der Frauen mit der Startnummer 24 teil. Sie konnte Kacy Catanzaro, Ashley Mae Sebera (Dana Brooke) und Thea Megan Trinidad (Zelina Vega) eliminieren, bevor sie selbst von Pamela Rose Martinez (Bayley) herausgeworfen wurde. Im Jahre 2019 begann Ripley eine Fehde mit der debütierenden Kimberly Benson (Piper Niven), die mittlerweile die dominanteste Wrestlerin im Kader von NXT UK ist. Am 3. Juli 2019 wurde Ripley von ihr besiegt, ein Rückmatch war am 4. September geplant.

#### NXT und NXT Women’s Champion (2019–2021)

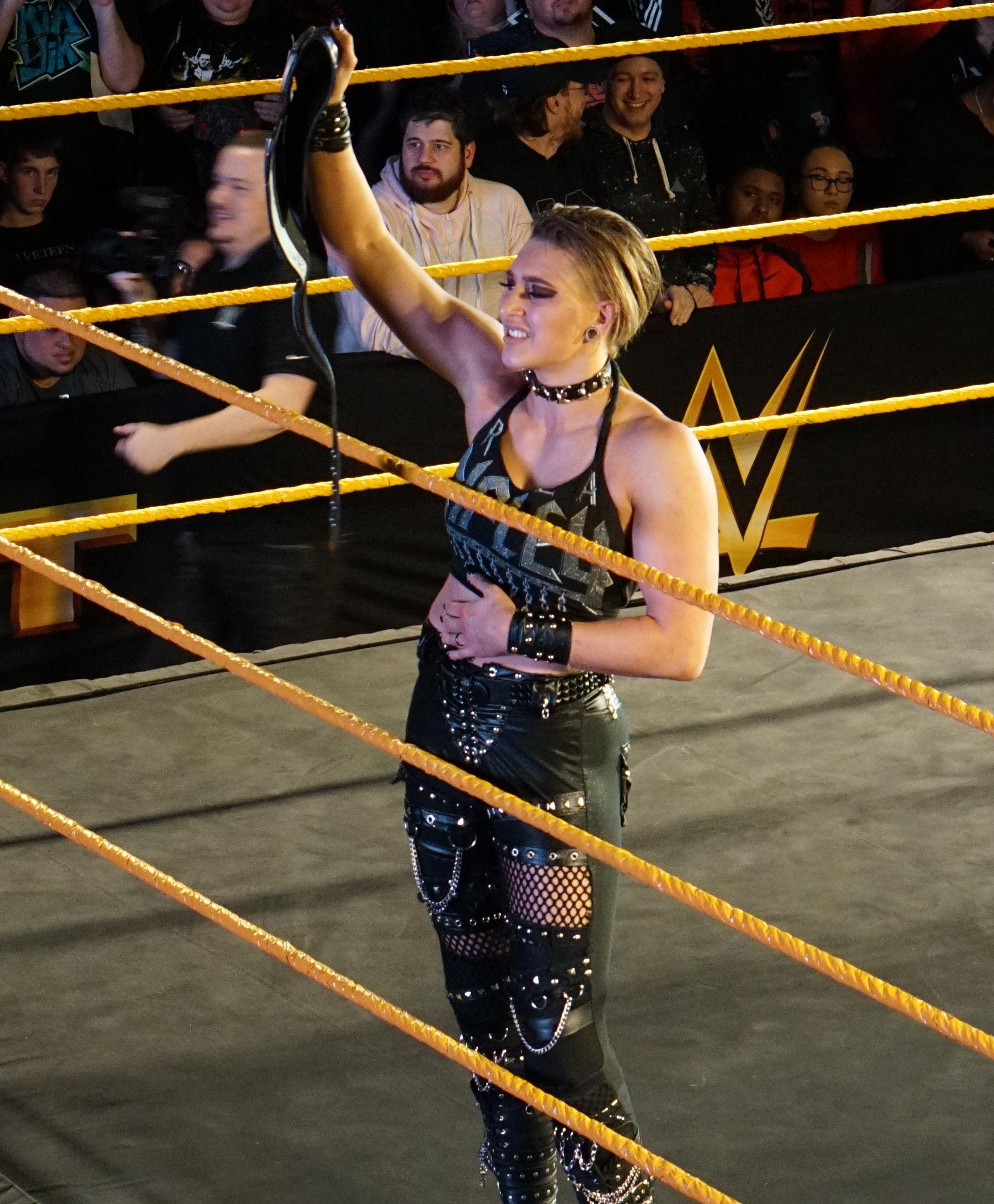
Ripley mit den NXT Women’s Championship, 2020

Am 28. August 2019 kehrte Rhea Ripley nach NXT zurück und unterbrach Shayna Baszler in ihrer Rede. Bevor sie sich dazu äußern konnte, schlug Ripley ihr das Mikrofon aus der Hand und sagte, dass sie zwar alle anderen im Kader bisher besiegen konnte, nicht aber sie selbst, und signalisierte damit den Beginn einer Fehde zwischen den beiden. Seitdem besiegte Ripley mehrere Heels bei NXT und wurde beim Publikum zunehmend beliebter. Parallel dazu startete sie am 1. November zusammen mit Tegan Nox im Vorlauf der WWE Survivor Series 2019 die Invasion von WWE SmackDown, und sie forderten Daria Rae Berenato (Sonya Deville) und Amanda Rose Saccomanno (Mandy Rose) zu einem Tag-Team-Match heraus, das sie als Siegerinnen verließen. Später am Abend erklärten Ripley, Paul Michael Levesque (Triple H) und der Rest von WWE NXT den Krieg gegen WWE Raw und WWE SmackDown sowie deutlich ihre Absichten, die Survivor Series siegreich zu verlassen. Bei NXT TakeOver: WarGames führte Ripley ihr Team aus ihr selbst, Dakota Kai, Candice Gargano (Candice LeRae) und Tegan Nox in das erste WarGames-Match der Frauen. Da Kai Nox und sich versehentlich aus dem Rennen warf, wurde es quasi ein 2-gegen-4-Handicap-Match für Ripley und LeRae gegen Baszlers Team, bestehend aus ihr selbst, Bianca Nicole Crawford (Bianca Belair), Kayleigh Rae (Kay Lee Ray) und Io Shirai, das sie aber dennoch gewinnen konnten.
In der folgenden Nacht, bei WWE Survivor Series, war Ripley Teil des Teams NXT, das sowohl Team Raw als auch Team SmackDown schlagen konnte, sowie Captain ihres Teams, das am 5-gegen-5-gegen-5 Women’s Survivor-Series-Triple-Threat-Elimination-Match teilgenommen hat und ebenfalls siegreich war. Am Ende des Matches standen sie selbst, Candice LeRae und Io Shirai dem Captain des Teams SmackDown, Mercedes Kaestner-Varnado (Sasha Banks), gegenüber und eliminierten sie.
Am 18. Dezember 2019 gewann Rhea Ripley bei WWE NXT die NXT Women’s Championship gegen Shayna Baszler. Somit ist sie die erste Wrestlerin, die sowohl die NXT UK Women’s Championship als auch die NXT Women’s Championship halten konnte. Den Titel verlor sie am 5. April gegen Charlotte Flair bei WrestleMania 36.
Bei NXT TakeOver: WarGames IV am 6. Dezember 2020, bestritt sie zusammen mit Ember Moon, Shotzi Blackheart und Io Shirai ein War Games-Match, dieses verloren sie jedoch.

#### Aufstieg ins Main Roster (2021–heute)

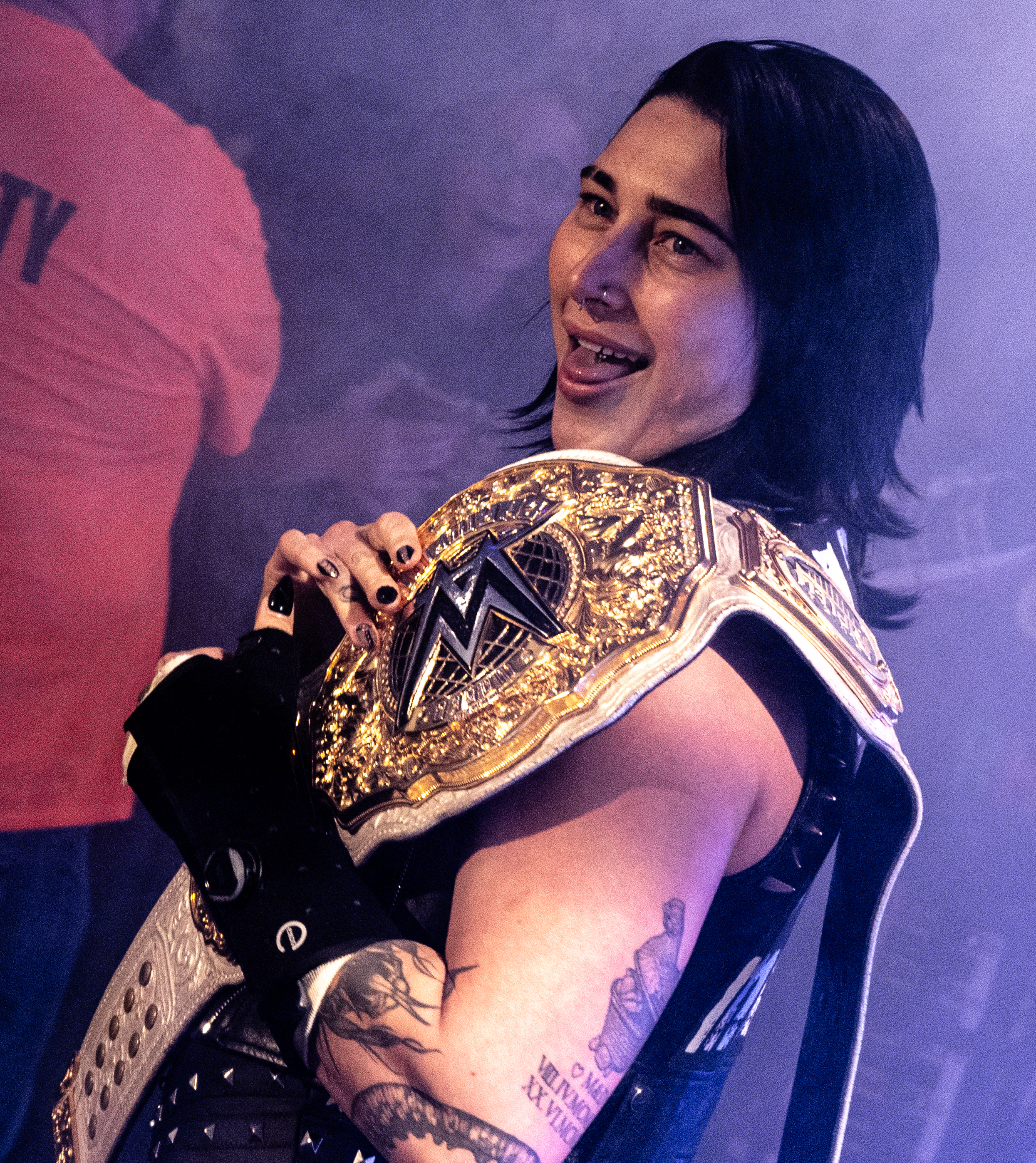
Ripley mit den Women’s World Championship, 2024

Am 31. Januar 2021 trat sie beim Royal Rumble Match auf und eliminierte Toni Storm, Santana Garrett, Dana Brooke, Dakota Kai, Mandy Rose, Alexa Bliss und Charlotte Flair. Mit diesem Auftritt stieg sie in das Main Roster auf und wurde dem SmackDown-Roster zugeteilt. Im März wurde in Promovideos das Debüt von ihr bei Raw angekündigt. Am 22. März 2021 debütierte sie bei Raw und konfrontierte Asuka und forderte sie zugleich für die Raw Women’s Championship heraus. Am 11. April 2021 gewann sie den Titel bei WrestleMania 37. Die Regentschaft hielt 98 Tage und verlor den Titel, schlussendlich am 18. Juli 2021 an Charlotte Flair.
Am 20. September 2021 gewann sie zusammen mit Nikki A.S.H. die WWE Women’s Tag Team Championship, hierfür besiegten sie Natalya und Tamina. Die Regentschaft hielt 63 Tage und verloren die Titel, schlussendlich am 22. November 2021 an Carmella und Zelina Vega. Am 8. Mai 2022 bei WrestleMania Backlash (2022) offenbarte sie sich als Verbündete des Stables The Judgment Day, das von Edge angeführt wurde. Am 5. Juni 2022 bestritt sie zusammen mit Edge und Damian Priest bei Hell In A Cell (2022) ein Six-Person-Mixed-Tag-Team-Match gegen AJ Styles, Finn Bálor und Liv Morgan, das Match gewannen sie. Ursprünglich sollte sie bei dem Money in the Bank (2022)-PPV auf Bianca Belair um die Raw Women’s Championship treffen, das Match wurde jedoch gestrichen, da sie sich eine Hirnverletzung zuzog. Bei einer Houseshow am 16. Oktober 2022 kehrte sie aktiv in den Ring zurück.
Im Anschluss erhielt Ripley einen großen Push und wurde zur dominantesten WWE Wrestlerin aufgebaut. Am 28. Januar 2023 gewann sie beim Royal Rumble 2023 das Royal Rumble Match. Sie nahm am Rumble Match mit der Startnummer 1 teil und gewann diesen, indem sie zuletzt Liv Morgan eliminierte. Sie wurde damit zur ersten Wrestlerin die den Frauen-Rumble als Startnummer 1 gewann. Am 1. April 2023 gewann sie bei WrestleMania 39 die SmackDown Women’s Championship, hierfür besiegte sie Charlotte Flair. Am 8. Mai 2023 wechselte der Titel zu Raw, nachdem Ripley von SmackDown zu Raw gedraftet wurde. Ripley hielt den Titel über ein Jahr und verteidigte ihn bei WrestleMania XL am 6. April 2024 gegen Becky Lynch. 

#### Fehde mit Liv Morgan und der Ende bei Judgment Day (2024–2025)
In einer Raw-Folge vom 8. April wurde Ripley in einem Backstage-Segment von Liv Morgan angegriffen. Dabei verletzte sich Ripley ihren rechten Arm und musste den Championtitel in der darauffolgenden Woche aufgeben. Damit endete ihre Regentschaft nach 380 Tagen und sie stellte Bayleys Rekord als am längsten amtierende Frauen-Champion ein.
Während Ripleys Abwesenheit wurde die Handlung fortgesetzt, als Morgan begann, Dominik zu verführen. Dieser widerstand zunächst Morgans Bemühungen, verhalf ihr aber versehentlich dazu, Becky Lynch bei King & Queen of the Ring den Frauen-Champion-Titel abzunehmen. Morgan begann auch, sich zu deren Vorteil in die Matches von Judgment Day einzumischen. Nach einer dreimonatigen Pause kehrte Ripley in der Raw-Folge vom 8. Juli zurück und konfrontierte Morgan und Dominik. Beim darauffolgenden SummerSlam am 3. August gelang es Ripley nicht, den Titel von Morgan zurückzuerobern, nachdem Dominik eingegriffen hatte, was Ripley ihre erste Pinfall-Niederlage seit Mai 2022 einbrachte. Nach dem Match wandte sich Dominik gegen Ripley und küsste Morgan, wodurch ihre Partnerschaft endete und Ripley zum ersten Mal seit April 2022 wieder zum Face wurde.
In der folgenden Folge von Raw warf Bálor Priest und Ripley offiziell aus der Gruppe und stellte anschließend den „neuen“ Judgment Day vor. Später in der Nacht, während Priests Match gegen McDonagh, wurde er von Bálor und dem Rest des Judgment Day überfallen, bis Ripley herauskam, um ihn zu retten. Priest und Ripley umarmten sich danach, blieben als Team zusammen und traten unter ihrem inoffiziellen Tag-Team-Namen „The Terror Twins“ auf. Außer einer Fehde gegen ihre ehemaligen Stable-Mitglieder etablierte sich diese Gruppierung allerdings nicht. Bei Bash in Berlin am 31. August besiegten Ripley und Priest Mysterio und Morgan trotz der Einmischung von The Judgment Day, wobei Ripley Morgan pinnte. 
Bei Bad Blood am 5. Oktober besiegte Ripley Morgan durch Disqualifikation, nachdem sie von der zurückkehrenden Raquel Rodriguez angegriffen worden war. Da Titel jedoch nicht durch Disqualifikation oder Countout den Besitzer wechseln, blieb Morgan Champion. In einer Raw-Folge vom 18. November kehrte Ripley mit einem Gesichtsschutz zurück und forderte The Judgment Day zu einem WarGames-Match heraus. Bei den Survivor Series WarGames am 30. November besiegten Ripley, Bianca Belair, Bayley, Iyo Sky und Naomi Morgan, Rodriguez, Nia Jax, Tiffany Stratton und Candice LeRae im WarGames-Match, wobei Ripley Morgan pinnte. 
Bei der Premiere von Raw auf Netflix am 6. Januar 2025 besiegte Ripley Liv Morgan und gewann trotz Einmischung von Dominic Mysterio und Rodriguez zum zweiten Mal den Championtitel der Frauen. Damit war ihre Fehde beendet. 

#### Aktuelle Entwicklungen
Beim „Saturday Night’s Main Event“ am 25. Januar besiegte Ripley Nia Jax und behielt den Titel. Doch in der Folge Raw vom 3. März verlor Ripley den Titel an Sky, nachdem sie von Belair, der Gewinnerin des Elimination Chamber-Matches, abgelenkt worden war. Damit endete ihre zweite Regentschaft nach 56 Tagen. In der zweiten Nacht von WrestleMania 41 gelang es Ripley nicht, den Titel von Sky in einem Triple-Threat-Match zurückzuerobern, an dem ebenfalls Belair beteiligt war. Sky pinnte sie. 
Am 7. Juni 2025 nahm sie am Money in the Bank-Laddersmatch der Frauen teil, konnte aber nicht gewinnen. Bei Night of Champions bezwang sie Raquel Rodriguez in einem Street Fight. Bei Evolution am 13. Juli stand sie im Mainevent gegen Iyo Sky, wo sie den Championtitel allerdings durch das Eingreifen von Naomi, die ihren Money in the Bank-Vertrag einlöste, nicht gewinnen konnte. Das darauffolgende Triple Threat-Match beim Summerslam 2025 am 3. August entschied ebenso Naomi.  

#### Privates
Neben dem Wrestling praktiziert Demi Bennett auch den Schwimmsport, Karate, Rugby, Netball und Fußball. Sie ist ein Fan der Adelaide Crows. Sie heiratete nach zweijähriger Beziehung am 23. Juni 2024 ihren Kollegen Matthew Adams, besser bekannt unter seinem Ringnamen Buddy Matthews.

## Titel und Auszeichnungen

### Titel
- Riot City Wrestling
  - 2× RCW Women's Champion

- World Wrestling Entertainment
  - 1× NXT Women’s Champion
  - 1× NXT UK Women’s Champion (erste Titelträgerin)
  - 2× Women’s World Champion (längste Regentschaft)
  - 1× WWE Raw Women’s Champion
  - 1× WWE Women’s Tag Team Champion mit Nikki A.S.H.

### Auszeichnungen
- Pro Wrestling Illustrated
  - 2023: Platz 1 der Top 100 Wrestler im PWI Women's 250

- World Wrestling Entertainment
  - 2023: Women’s Royal Rumble Sieger